# Рак Юрій Володимирович
Юрій Володимирович Рак (нар.24 січня 1983 року, м. Березань, Київська обл.) — український професійний автогонщик у дисципліні «дрифт», рекордсмен за версією Національного реєстру рекордів України як пілот, що встановив найшвидший парний занос на швидкості 215 км/год (у команді з Артуром Подлужним). За професією — IT-спеціаліст.

## Біографічні відомості та професійний шлях
Народився та здобув середню освіту в м. Березань, із вступом до Національного авіаційного університету (факультет «Системи управління», 2000 р.) переїхав до м. Київ. З 1-го курсу влаштувався працювати системним адміністратором у комп'ютерний клуб, одночасно займаючись програмуванням як хобі, іншим зацікавленням були спорткари. Після закінчення вишу (2005) почав працювати за фахом, з часом перейшов у ІТ-сферу, де поступово став розробником. Після роботи в кількох компаніях як найманий працівник вів кілька проєктів одночасно, став фрилансером та взяв участь у проєкті у сфері криптовалют.

## Спортивний шлях
У професійний спорт Юрій прийшов у віці 33 роки. Цьому передувало захоплення спортивними машинами та дрифтом в цілому, а коли друзі запропонували відвідати відповідний захід, захоплення перейшло на новий рівень. Спочатку були поїздки на змагання в Європі, а потім Юрій вирішив спробувати свої сили. Для цього була придбана Toyota GT86, яка, втім, не стала основною машиною. Згодом у 2018 році Юрій придбав Nissan 350Z і на цьому авто вже почав тренуватися професійно.
Перші командні змагання відбулися 2019 року, досягненням року можна вважати 3-тє призове місце в NoMotors Drift Championship. У 2020 році після знайомства з Артуром Подлужним було прийнято рішення про створення команди STO1 Motul Drift Team, куди окрім Артура та Юрія було запрошено і брата останнього — Олексія. Того ж року команда посіла 1-ше місце в NoMotors Drift Games та 2-ге місце в BitLook.

## Встановлення рекорду України
27 листопада 2020 року на київському автодромі «Чайка» Юрій Рак та Артур Подлужний установили рекорд України в парному дрифті. Для цього пілоти мали увійти в керований занос на максимальній швидкості, після чого змінити траєкторію руху на 180 градусів. Встановлення рекорду перебувало під загрозою: на «Чайці» під час заїзду почало дощити, але пілоти все ж вийшли на трасу. У підсумку представник Національного реєстру рекордів України зафіксував занос на швидкості 215 км/год, що стало абсолютним рекордом для України (найшвидший парний дрифт).

## Результати виступів
| Рік  | Змагання                     | Місце | Примітки                      |
| 2019 | NoMotors Drift Championship  | 3     | —                             |
| 2020 | Nomotors Drift Games Bitlook | 1 2   | Командне місце Командне місце |